# Ochetostoma punicea
Ochetostoma punicea is een lepelworm uit de familie Thalassematidae.
De wetenschappelijke naam van de soort werd in 1976 gepubliceerd door A.J. Dartnall.